# Man gewöhnt sich so schnell an das Schöne
Man gewöhnt sich so schnell an das Schöne war der deutsche Beitrag zum Eurovision Song Contest 1964. Gesungen wurde das deutschsprachige Lied von Nora Nova.

## Inhalt
Das von Rudi von der Dovenmühle komponierte und von Nils Nobach getextete Lied war sowohl kommerziell (das Lied erreichte nicht die Charts) als auch beim Wettbewerb ein Flop. In Kopenhagen bekam das Lied neben den Beiträgen aus Portugal (Oração), Jugoslawien (Život je sklopio krug) und aus der Schweiz (I miei pensieri) null Punkte.
Vorgetragen wurde Man gewöhnt sich so schnell an das Schöne als neunter Beitrag, nach Matt Monro mit I Love the Little Things für das Vereinigte Königreich und vor Romuald mit Où sont-elles passées für Monaco.
In dem von Nora Nova gesungenen Schlager geht es um eine Beziehung, die irgendwann vorbeigeht und die Enttäuschung einkehrt.
Da der Gastgebersender des Contests, DR, wegen eines Zwischenfalls (ein Mann kam zwischen dem italienischen und dem belgischen Beitrags auf die Bühne gerannt und rief „Nieder mit Franco, nieder mit Salazar!“) die Videoaufnahmen des Contests unter Verschluss hält, existiert keine Liveaufnahme des Auftritts.
Das Lied hielt für 60 Jahre den Rekord für die längste Titelzeile in der Geschichte des Eurovision Song Contest. Erst der estnische Beitrag von 2024, (nendest) narkootikumidest ei tea me (küll) midagi bot eine längere Titelzeile auf.